# Sumiko Kitada
Sumiko Kitada (jap. 北田 スミ子, Kitada Sumiko, heute Sumiko Shiba (芝 スミ子, Shiba Sumiko), * 31. März 1962 in Daitō, Präfektur Osaka) ist eine ehemalige japanische Badmintonspielerin.

## Karriere
Sumiko Kitada gewann 1980 ihren ersten nationalen Titel in Japan. Zwei Jahre später holte sie Bronze bei den Asienspielen. 1986 erkämpfte sie sich bei den Spielen noch einmal Bronze. 1983 siegte sie bei den German Open im Damendoppel mit Shigemi Kawamura. 1985 wurde sie Fünfte bei der Weltmeisterschaft, 1988 Dritte bei den Demonstrationswettbewerben von Badminton bei Olympia.

## Sportliche Erfolge
| Saison | Veranstaltung                      | Disziplin   | Platz | Name                             |
| ------ | ---------------------------------- | ----------- | ----- | -------------------------------- |
| 1980   | Japan: Einzelmeisterschaften       | Dameneinzel | 1     | Sumiko Kitada                    |
| 1981   | Japan: Einzelmeisterschaften       | Dameneinzel | 1     | Sumiko Kitada                    |
| 1982   | Japan: Einzelmeisterschaften       | Dameneinzel | 1     | Sumiko Kitada                    |
| 1982   | Asienspiele                        | Dameneinzel | 3     | Sumiko Kitada                    |
| 1983   | Weltmeisterschaft                  | Damendoppel | 9     | Kimiko Jinnai / Sumiko Kitada    |
| 1983   | German Open                        | Damendoppel | 1     | Sumiko Kitada / Shigemi Kawamura |
| 1984   | Japan: Einzelmeisterschaften       | Dameneinzel | 1     | Sumiko Kitada                    |
| 1985   | Weltmeisterschaft                  | Dameneinzel | 5     | Sumiko Kitada                    |
| 1985   | Japan: Einzelmeisterschaften       | Dameneinzel | 1     | Sumiko Kitada                    |
| 1986   | Japan: Einzelmeisterschaften       | Dameneinzel | 1     | Sumiko Kitada                    |
| 1986   | Asienspiele                        | Damendoppel | 3     | Kimiko Jinnai / Sumiko Kitada    |
| 1989   | Weltmeisterschaft                  | Dameneinzel | 9     | Sumiko Kitada                    |
| 1987   | Japan: Einzelmeisterschaften       | Dameneinzel | 1     | Sumiko Kitada                    |
| 1988   | Japan: Einzelmeisterschaften       | Dameneinzel | 1     | Sumiko Kitada                    |
| 1988   | Olympia (Demonstrationswettbewerb) | Dameneinzel | 3     | Sumiko Kitada                    |